# それって!?実際どうなの課
『それって!?実際どうなの課』（それって!?じっさいどうなのか）は、中京テレビの制作により、日本テレビ系列で2019年4月3日から2024年3月27日まで放送されていたバラエティ番組。

## 概要
2019年3月27日まで水曜プラチナイト枠で放送されていた『ナカイの窓』（日本テレビ制作）の後番組として放送開始。
2018年7月15日に中京テレビ（東海3県ローカル）で『オバケSUN』の一環として放送された『実際どうなの!?マネー』をレギュラー化し、「よく言われるけど、やっている人を聞いたことがない気になるうわさや疑問を実際にやってみると、どうなるのか」をテーマにしたバラエティ番組。同局としては12年ぶりの全国ネットのレギュラー番組となる。プロデューサーの簑羽慶は、「手間と時間のかかる、ということを臆さないことと、正直な結果で勝負することを番組の約束事として、制作に臨んでいる」と話している。
年末年始を除き、改編期特番シーズンでもプラチナイト枠では唯一レギュラー放送を休止することはなかった。しかし2022年3月16日は、開始前に発生した福島県沖地震による『news zero』拡大放送により、番組史上初めて放送休止と延期になった。
2023年4月25日19時から番組初のゴールデンタイム進出並びに2時間スペシャルを放送した。同年11月28日にも同様のスペシャルを放送。
YouTubeチャンネルでは一部コーナーを配信している。
またこの番組は日本テレビ系列局がない沖縄県（佐賀県を除く）はフジテレビ系列の沖縄テレビにて不定期放送を実施している（ただし遅れネット）。
2024年3月27日の放送をもって5年間の歴史に幕を下ろした。後継番組も中京テレビの放送枠は維持され、前半が『こどもディレクター』（本社制作）、後半が『お笑い4コマパーティー ロロロロ』（東京支社制作）の2本立てとなる。

2024年6月3日、同じ極東電視台による制作、一部出演者が本番組より続投した事実上の放送局移籍となる番組、『巷のウワサ大検証!それって実際どうなの会』がTBSテレビにて放送され、特番として6回放送された後、2024年10月9日よりレギュラー放送が開始された。

## 出演者

### どうなの課
※印はパイロット版『実際どうなの!?マネー』に出演
- MC（課長）[14]
  - 生瀬勝久[15]※
- レギュラー（主任）[14]
  - 博多華丸・大吉（博多華丸、博多大吉）[15]※
- レギュラー（課員）
  - 大島美幸（森三中）[15]
  - 森川葵（2019年5月1日 - ）[15][16]

### コーナーレギュラー
この項目ではレギュラーで担当しているコーナーがある人物のみ記載
- 緑川静香（「家の不用品をすべて売ったらいくらになるのか？」担当、2019年4月3日 - ）
  - 下河辺さやこ（雑誌編集長）
- おばたのお兄さん（「一攫千金シリーズ」担当、2019年4月3日 - ）
- アイデンティティ（「ドラゴンボールシリーズ」担当、2019年6月19日 - ）[注 3]
- アキラ100%（「高額な仕事って実際どうなのか？シリーズ」担当、2019年9月4日 - ）
- 関太（タイムマシーン3号）（「あらゆる「日本一」に挑戦したら、実際どうなるのか!?」担当、2019年9月25日 - ）[注 3]
- 春日俊彰（オードリー）（「人間の限界シリーズ」担当、2020年5月27日 - ）
- チャンカワイ（Wエンジン）（「○○だけを食べ続けると…」担当→「○○はどれだけ食べても太らないってホント？」担当→「○○は実際、太るのか？太らないのか？」担当、2020年8月12日 - ）[注 3]
- 狩野英孝（「オススメワケあり物件」担当→「ワケあり物件・駐車場」担当、2020年6月10日 - ）
  - 大島てる（事故物件検索サイト運営）
  - ハッピープランニング大熊社長（事故物件専門不動産社）
- ザ・たっち（「○○食べれば痩せるのか？」担当、2020年12月9日 - ）
- MIOYAE（「○○は太りづらい」担当、2021年1月27日 - ）
- 飯尾和樹（ずん）（「廃墟には実際どのくらいの価値があるのか!?」担当、2021年5月5日 - ）
- JP（「激バズ物件シリーズ」担当、2022年10月5日 - ）

## 放送リスト

### 実際どうなの!?マネー
| 回 | 放送日          | 出演者                                                      | 放送内容 | 備考 |
| -- | --------------- | ----------------------------------------------------------- | --- | ---- |
| 1  | 2018年 07月15日 | - 安東弘樹 - おばたのお兄さん - アイデンティティ - 緑川静香 | - タダで拾ったモノを売って高額稼げるって本当!? - メルカリって何でも売れるって本当!? - YouTuberになったら稼げるって本当!? |      |

### それって!?実際どうなの課
| 回 | 放送日   | VTR出演者                                                                   | 放送内容 | 備考     |
| -- | -------- | --------------------------------------------------------------------------- | --- | -------- |
| 1  | 04月03日 | - 大島美幸（森三中） - 緑川静香 - おばたのお兄さん                          | - 携帯の写真で一攫千金!? - TVやネットで話題の人気店を調査「バカヤロー飯」 - メルカリで不用品を売る！                                                                                           |          |
| 2  | 04月10日 | - 大島美幸（森三中） - アイデンティティ                                     | - どんなにモテない男でも美女と付き合える!? - TVやネットで話題の人気店を調査「バカヤロー飯」 - 巷の「ちょっと気になること」を徹底検証！                                                         |          |
| 3  | 04月17日 | - みなみかわ - 大島美幸（森三中）                                           | - 初心者が株を始めたら儲かるのか!? - TVやネットで話題の人気店を調査「バカヤロー飯」 - 巷のウワサを徹底検証！                                                                                   |          |
| 4  | 04月24日 | アイデンティティ                                                            | - 1,000円の中古車に乗ると何が起こるのか？ - 素人がYouTubeを始めたらどれくらい稼げるのか？ |          |
| 5  | 05月01日 | 緑川静香                                                                    | - 出張メルカリ - シミ抜き | [ 注 4 ] |
| 6  | 05月08日 | アイデンティティ                                                            | - ちょっと気になること - 巷の噂を大検証 - TVやネットで話題の人気店を調査「バカヤロー飯」 |          |
| 7  | 05月15日 | - 西本武徳（ジェラードン） - おばたのお兄さん - 大島美幸（森三中）          | - 高額バイトって実際どうなのか？ - 海岸で拾ったシーグラスでいくら稼げるのか？ - TVやネットで話題の人気店を調査「バカヤロー飯」                                                                 |          |
| 8  | 05月22日 | - 関太（タイムマシーン3号） - 大島美幸（森三中）                            | - 日本で一番肉を食った男を目指す！ - TVやネットで話題の人気店を調査「バカヤロー飯」 |          |
| 9  | 05月29日 | アイデンティティ                                                            | - 素人がライブ配信アプリを始めたら、実際どのくらい稼げるのか？ - 剣道の達人に素人が多数で挑んだら実際に勝てるのか？                                                                            |          |
| 10 | 06月05日 | 緑川静香                                                                    | - 築・約200年の古民家にあるモノ、全部売ったら実際いくら？ - TVやネットで話題の人気店を調査「バカヤロー飯」                                                                                     |          |
| 11 | 06月12日 | - 頑張れヒロムくん（お団子まんじゅう） - 餅田コシヒカリ（駆け抜けて軽トラ） | - 話題の「街コン」に潜入！ - ネットで見つけた「便秘解消法」を片っ端から試す！ |          |
| 12 | 06月19日 | - アイデンティティ - 大島美幸（森三中）                                     | - ボクシング元日本王者にドラゴンボール芸人集団が挑んだら実際に勝てるのか？ - MC生瀬の野望！生瀬勝久が集めていた切手コレクションで別荘を買う!? - TVやネットで話題の人気店を調査「バカヤロー飯」 |          |
| 13 | 06月26日 | - 高野正成（きしたかの） - 大島美幸（森三中）                               | - 高額な仕事って実際どうなのか？ - 巷の噂を大検証 - TVやネットで話題の人気店を調査「バカヤロー飯」                                                                                             |          |
| 14 | 07月03日 | - 緑川静香 - 大島美幸（森三中）                                             | - フリマアプリを使って部屋のモノを全部売ったら実際いくらになるのか？ - TVやネットで話題の人気店を調査「バカヤロー飯」                                                                          |          |
| 15 | 07月10日 | - おばたのお兄さん - 森川葵                                                 | - タダのもの、拾って売ったら実際いくら稼げるのか!? - 「金魚すくい」の道場!?知られざる世界で道を究めた達人たち！                                                                                |          |
| 16 | 07月17日 | アイデンティティ                                                            | - 普通の人が日本一になることはできるのか!? - 達人に素人が束になってかかったら勝てるのか!? |          |
| 17 | 07月24日 | アイデンティティ                                                            | - ドラゴンボール芸人が束になれば催眠術に勝てるのか!? - 怒れる店主がグルメリポートにダメ出し!?大島美幸の「バカヤロー飯」                                                                        |          |
| 18 | 07月31日 | アイデンティティ                                                            | - 1000円の中古車って実際どうなのか？第2弾 - 世界で唯一!?自然素材のフレンチ料理。大島美幸の「バカヤロー飯」                                                                                     |          |
| 19 | 08月07日 | - 緑川静香 - 森川葵                                                         | - 涙を流すとストレスは実際解消されるか？ - けん玉の達人が集まる道場って実際どうなのか!? |          |
| 20 | 08月14日 | 緑川静香                                                                    | - 家の不用品を全て売ったらいくらになるのか!? - TVやネットで話題の人気店を調査「バカヤロー飯」                                                                                                  |          |
| 21 | 08月21日 | バイきんぐ                                                                  | - リアル地球防衛軍〜握力160キロの怪力超人編〜 - 巷の噂を検証 |          |
| 22 | 08月28日 | - 森川葵 - 大島美幸（森三中）                                               | - クレーンゲームの聖地って実際どうなのか!? - TVやネットで話題の人気店を調査「バカヤロー飯」 |          |
| 23 | 09月04日 | - アキラ100% - 関太（タイムマシーン3号）                                    | - 裸芸人がとび職に挑戦!高額な仕事って実際どうなのか!? - 24時間ブログを書き続けたら日本一になれるのか？                                                                                         |          |
| 24 | 09月11日 | 緑川静香                                                                    | - フリーマーケットで家の不用品売ったら実際いくら!? - 宝くじのバラと連番、当たる確率が高いのはどちらか？                                                                                        |          |
| 25 | 09月18日 | アイデンティティ                                                            | - 素人が束になったら達人に勝てるのか!? - あなたの街のバカヤロー飯 | [ 注 5 ] |
| 26 | 09月25日 | - 関太（タイムマシーン3号） - ロッチ                                        | - おいらが日本一 強化合宿編 - 幸せを見つけることが出来る超人って実際どうなのか？ | [ 注 5 ] |
| 27 | 10月02日 | 博多華丸・大吉                                                              | - どうなの課主任の博多華丸・大吉が突撃調査！"若者の最新"はどうなってるのか？ - 無人島に本当に「一つだけ」持っていったらどうなるのか？                                                          | [ 注 5 ] |
| 28 | 10月09日 | - おばたのお兄さん - 森川葵                                                 | - タダのものを売ったらいくらになるのか？ - 趣味を極めて世界一になった人って実際どうなのか？（水切り）                                                                                          | [ 注 5 ] |
| 29 | 10月16日 | - 緑川静香 - アイデンティティ                                               | - フリーマーケットで家の不用品売ったら実際いくら!? - どんな達人でも束になれば勝てるのか!?ビーチの妖精に挑戦                                                                                    |          |
| 30 | 10月23日 | 大島美幸（森三中）                                                          | - 魚を釣って釣って釣りまくると、実際いくら稼ぐことができるのか!? - 食べ放題で得をするには実際どのくらい食べればいいのか!?                                                                      | [ 注 6 ] |
| 31 | 10月30日 | - アキラ100% - 梶原凪                                                       | - 裸芸人が解体工に挑戦 高額な仕事って実際どうなのか!? - 都会の闇はどのくらい深い？盗聴器調査                                                                                                   |          |
| 32 | 11月06日 | - おばたのお兄さん - 森川葵                                                 | - タダのモノを売ったら実際どうなるのか？ - ヴィンテージ加工ジーンズの知られざる世界に森川葵が潜入！                                                                                            | [ 注 5 ] |
| 33 | 11月13日 | - 関太（タイムマシーン3号） - 森川葵                                        | - 日本一に挑戦、関No.1！今回は4つの日本一に挑む！ - 知られざる世界の達人たち！今回は「ロックバランシング」の達人へ突撃！                                                                       |          |
| 34 | 11月20日 | - 緑川静香 - アイデンティティ                                               | - 部屋の不用品全部売ったらいくら？今回は関西に出張！ - 検証！タピオカは赤字のお店を救えるのか!?                                                                                                |          |
| 35 | 11月27日 | - 梶原凪 - アイデンティティ                                                 | - “盗聴器”はどれだけ仕掛けられているのか？今回は東京・江戸川区を調査！ - ドラゴンボール芸人が挑戦！焼き芋屋って実際儲かるのか!?                                                                |          |
| 36 | 12月04日 | - おばたのお兄さん - アイデンティティ                                       | - タダのモノを売ってみたら実際どうなるのか？ - 激安の商品って実際どうなのか？ |          |
| 37 | 12月11日 | - 緑川静香 - 大島美幸（森三中）                                             | - 家にある不用品をフリマで売ったら実際いくらになるのか？ - マッチョは実際高収入なのか？マッチョを集めて検証！                                                                                  | [ 注 5 ] |
| 38 | 12月18日 | 梶原凪                                                                      | - “盗聴器”はどれだけ仕掛けられているのか？今回は東京・葛飾区を調査！ - 無人島に本当に「一つだけ」持っていったらどうなるのか？                                                                  | [ 注 5 ] |
| 39 | 12月25日 | - 関太（タイムマシーン3号） - 森川葵                                        | - 日本一に挑戦、関No.1！今回は4つの日本一に挑む！ - 知られざる世界の達人たち！今回は「ゴム銃」の達人へ突撃！                                                                                   |          |

| 回 | 放送日   | VTR出演者                                               | 放送内容 | 備考      |
| -- | -------- | ------------------------------------------------------- | --- | --------- |
| 40 | 01月08日 | アキラ100%                                              | - 高額な仕事って実際どうなのか!?アキラ100%が今回は「大工」に挑戦！ - 家具や家電がタダでもらえる!?                                                                                                   |           |
| 41 | 01月15日 | - おばたのお兄さん - チャンカワイ（Wエンジン）          | - おばたのお兄さんがタダで拾ったものでどれだけ稼げるか挑戦！【ヒスイ編】 - 実は身近に迫っている恐怖「ハッキング」                                                                                   |           |
| 42 | 01月22日 | - 関太（タイムマシーン3号） - 大島美幸（森三中）        | - 日本一に挑戦、関No.1！今回は「デカイ深海魚釣り」日本一に挑む！ - 飯炊き仙人が生む究極の白飯!?大島寅さんが忖度なしの徹底調査！                                                                     |           |
| 43 | 01月29日 | 博多華丸・大吉                                          | - 今の若者の流行は実際どうなっているのか？ - 無人島に1つだけ持っていくなら、何を持って行きますか？                                                                                                  |           |
| 44 | 02月05日 | - 梶原凪 - アイデンティティ                             | - “盗聴器”はどれだけ仕掛けられているのか？ - 史上最安！100円の原付で120km走って大丈夫なのか!? |           |
| 45 | 02月12日 | - アキラ100% - 大島美幸（森三中）                       | - 高額な仕事って実際どうなのか!?アキラ100%が今回は「配管工」に挑戦！ - 焼肉界のラスボスとは!?大島寅さんが忖度なしの徹底調査！                                                                       |           |
| 46 | 02月19日 | - 緑川静香 - 森川葵                                     | - 家にある不用品をフリマで売ったら実際いくらになるのか？ - 知られざる世界の達人たち！【手書き看板編】                                                                                               |           |
| 47 | 02月26日 | - おばたのお兄さん - アイデンティティ                   | - タダのモノを売ってみたら実際いくらになるのか？【砂鉄編】 - ドラゴンボール芸人VS 閃光の催眠術師 リベンジマッチ！                                                                                   |           |
| 48 | 03月04日 | 関太（タイムマシーン3号）                               | - 日本一に挑戦、関No.1！【激辛カレー・新聞の“の”を見つけた数・1日のボウリングのゲーム数編】 - 家具や家電がタダでもらえる!?                                                                          |           |
| 49 | 03月11日 | - 緑川静香 - 大島美幸（森三中）                         | - スマホの自撮り写真でお金が稼げるって本当なのか!? - パンの神様が作り出す、とんでもなくうまいパンとは!?                                                                                             |           |
| 50 | 03月18日 | - 関太（タイムマシーン3号） - チャンカワイ              | - 日本一に挑戦、関No.1！メンタルを鍛えて、数々の日本一に挑む！【牡蠣積み・ティッシュ浮かせ・1円玉ドミノ編】 - 素人にもわかるのか!?ワケあり物件の見抜き方を調査！                                    |           |
| 51 | 03月25日 | - 森川葵 - 大島美幸（森三中）                           | - 知られざる世界の達人たち！【ダイススタッキング編】 - カレー界のボスが作る、最終到達点のカレーとは!?大島寅さんが忖度なしの徹底調査！                                                               |           |
| 52 | 04月01日 | - おばたのお兄さん - 関太（タイムマシーン3号）          | - タダのモノを売ってみたら実際いくらになるのか？【蜂の巣編】 - 日本一に挑戦、関No.1！【日本一積み木を積む男編】                                                                                     | [ 注 9 ]  |
| 53 | 04月08日 | - 緑川静香 - アキラ100%                                 | - 部屋の不用品全部売ったらいくら？ - 高額な仕事って実際どうなのか!?【圧送工編】 |           |
| 54 | 04月15日 | - おばたのお兄さん - アイデンティティ                   | - おばたのお兄さんがタダのモノをひろってお金を稼げるのか挑戦！【つくし編】 - 開花宣言より先に「令和最初に咲く桜」を見つけられるか!?                                                                 |           |
| 55 | 04月22日 | - 大島美幸（森三中） - 関太（タイムマシーン3号）        | - テレビ初！大島寅さんが徹底調査！黒光り社長はお金持ちなのか!? - 日本一に挑戦、関No.1！ | [ 注 10 ] |
| 56 | 04月29日 | 森川葵                                                  | 女優・森川葵 過去の偉業SP 「スポーツスタッキング」にも挑戦!! | [ 注 11 ] |
| 57 | 05月06日 | - アキラ100% - アイデンティティ                         | - 高額な仕事って実際どうなのか!?【外構工事編】 - ドラゴンボール芸人VS閃光の催眠術師 | [ 注 11 ] |
| 58 | 05月13日 | - おばたのお兄さん - 関太（タイムマシーン3号）          | - おばたのお兄さんがタダのモノをひろってお金を稼げるのか挑戦！【タンポポ編】 - 日本一に挑戦、関No.1！メンタルを鍛えて、数々の日本一に挑む！【1円玉ドミノリベンジ編】                                |           |
| 59 | 05月20日 | 緑川静香                                                | 部屋の不用品全部売ったらいくら？ |           |
| 60 | 05月27日 | - チャンカワイ（Wエンジン） - 春日俊彰（オードリー）    | - 前人未到の挑戦！一週間ずっと目に良いことをし続けたら実際、視力は回復するのか!? - 日本一硬い食べ物は実際どれなのか!?番組初登場！オードリー春日が噛み砕いて調査！                                   |           |
| 61 | 06月03日 | - 森川葵 - 安倍乙                                       | - 知られざる世界の達人たち！【テーブルクロス引き編】 - 1週間フラフープをずっとやり続けたらどこまでくびれるのか!?                                                                                    |           |
| 62 | 06月10日 | - 狩野英孝 - アイデンティティ                           | - オススメのワケあり物件を狩野英孝が徹底調査!! - 20人のドラゴンボール芸人で勝負がつくまでジャンケン！                                                                                               |           |
| 63 | 06月17日 | - 関太（タイムマシーン3号） - おばたのお兄さん          | - あらゆる「日本一」に挑戦したら、実際どうなるか!?【日本一風船を膨らませる男編】【日本一ゆっくり走る男編】【日本一トランプタワーを積む男編】 - 家にある不用品でハンドメイド！実際いくら稼げるのか？ |           |
| 64 | 06月24日 | - 緑川静香 - 梶原凪                                     | - 部屋の不用品全部売ったらいくら？【3時のヒロイン編】 - 素朴な疑問を徹底調査 |           |
| 65 | 07月01日 | チャンカワイ（Wエンジン）                               | 蚊に刺されなくなる方法はあるのか？ |           |
| 66 | 07月08日 | - 森川葵 - 安倍乙                                       | - 知られざる世界の達人たち！【カード投げ編】 - 1週間フラフープをずっとやり続けたらどこまでくびれるのか!?                                                                                            |           |
| 67 | 07月15日 | アキラ100%                                              | 高額仕事SP |           |
| 68 | 07月22日 | - おばたのお兄さん - 関太（タイムマシーン3号）          | - おばたのお兄さんがタダのモノをひろってお金を稼げるのか挑戦！【どろ団子編】 - あらゆる「日本一」に挑戦したら、実際どうなるか!?【パンケーキ食べ放題編】【フリースロー編】                           |           |
| 69 | 07月29日 | - 森川葵 - 狩野英孝                                     | - 知られざる世界の達人たち！【アーティスティック・ビリヤード編】 - オススメのワケあり物件を狩野英孝が徹底調査！！                                                                                   | [ 注 12 ] |
| 70 | 08月05日 | - 緑川静香 - 大島美幸（森三中）                         | - 部屋の不用品全部売ったらいくら？ - 大島寅さんが徹底調査！タワーマンションの最上階はどんな人物が住んでいるのか!?                                                                                   |           |
| 71 | 08月12日 | - 生瀬勝久 - チャンカワイ（Wエンジン）                  | - マダコを釣って釣って釣りまくると、実際いくら稼ぐことができるのか!? - 3日間ゆでたまごを食べ続ければ痩せるのか!?                                                                                    | [ 注 13 ] |
| 72 | 08月19日 | - おばたのお兄さん - あばれる君                         | - タダのモノを売ったら実際いくらになるのか？ - プロ野球最速・時速165キロの球は打てるのか!? |           |
| 73 | 08月26日 | - 森川葵 - アキラ100%                                   | - 知られざる世界の達人たち！【ヨーヨー編】 - 高額な仕事って実際どうなのか!? |           |
| 74 | 09月02日 | - 緑川静香 - 大島美幸（森三中）                         | - 部屋の不用品全部売ったらいくら？ - 大島寅さんが徹底調査！タワーマンションの最上階はどんな人物が住んでいるのか!?                                                                                   |           |
| 75 | 09月09日 | - 狩野英孝 - 関太（タイムマシーン3号）                  | - ワケあり物件って実際どうなの？ - あらゆる「日本一」に挑戦したら、実際どうなるのか!? |           |
| 76 | 09月16日 | - チャンカワイ（Wエンジン） - 梶原凪                    | - 1週間森を見続けたら視力は回復するのか調査 - 様々なモノを1万回振ったらどうなるのか？ |           |
| 77 | 09月23日 | - 森川葵 - アキラ100%                                   | - 知られざる世界の達人たち！【皿回し編】 - 高額仕事“左官”って実際どうなのか？ |           |
| 78 | 09月30日 | - 緑川静香 - おばたのお兄さん                           | - 部屋の不用品全部売ったらいくら？ - おばたのお兄さんがタダのモノをひろってお金を稼げるのか挑戦！【セミの抜け殻編】                                                                                 |           |
| 79 | 10月07日 | - 博多華丸・大吉 - 大島美幸（森三中）                   | - 今の若者の最新は実際どうなっているのか？ - 歯が白ければ白いほどお金持ちなのか？ |           |
| 80 | 10月14日 | - チャンカワイ（Wエンジン） - 関太（タイムマシーン3号） | - 肉をいくら食べても太らないのか!? - あらゆる「日本一」に挑戦したら実際どうなるのか!? |           |
| 81 | 10月21日 | - アキラ100% - 森川葵                                   | - 高額仕事“引越し業”って実際どうなのか？ - 知られざる世界の達人たち！【シャボン玉編】 | [ 注 13 ] |
| 82 | 10月28日 | - おばたのお兄さん - 緑川静香                           | - 砂金拾いにチャレンジ - スマホ1つで家の不用品を全部売ったら、いくらになるのか？ | [ 注 13 ] |
| 83 | 11月04日 | - 狩野英孝 - 関太（タイムマシーン3号）                  | - ワケあり物件って実際どうなの？ - 24時間歩き続けたらどれだけ痩せるのか？ |           |
| 84 | 11月11日 | - 森川葵 - 大島美幸（森三中）                           | - 女優・森川葵がデビルスティックの技に挑戦！ - 家賃100万円以上の物件に住む人って実際どうなのか？ |           |
| 85 | 11月18日 | - チャンカワイ（Wエンジン） - アイデンティティ          | - 脳をフル回転！勉強すると体重が減る!? - 催眠術って実際かかるのか？ |           |
| 86 | 11月25日 | - 緑川静香 - アキラ100%                                 | - スマホ1つで家の不用品を全部売ったら、いくらになるのか？ - 高額仕事“畳職人の世界”って実際どうなのか？                                                                                              |           |
| 87 | 12月02日 | - チャンカワイ（Wエンジン） - 大島美幸（森三中）        | - 豚肉だけを食べ続けると…衝撃の体重に - 家賃100万円以上の物件に住む人って実際どうなのか？ |           |
| 88 | 12月09日 | - 狩野英孝 - ザ・たっち                                 | - ワケあり駐車場を徹底調査！ - 食事を昼夜逆転したら、体重にどれだけ差が出るのか？ |           |
| 89 | 12月16日 | - 春日俊彰（オードリー） - 梶原凪                       | - 富士急ハイランドを1日フリーパスで実際全部回れるのか？ - 時間と手間のかかる検証！ギザ10が出る確率は？                                                                                              |           |
| 90 | 12月23日 | - おばたのお兄さん - チャンカワイ（Wエンジン）          | - タダのモノを売ったら実際いくらになるのか？ - 鶏だけを食べ続けると…衝撃の体重に!? |           |

| 回  | 放送日   | VTR出演者                                                                               | 放送内容 | 備考                     |
| --- | -------- | --------------------------------------------------------------------------------------- | --- | ------------------------ |
| 91  | 01月06日 | - 森川葵 - アキラ100%                                                                   | - 女優・森川葵がフォーク曲げに挑戦！ - 高額仕事“清掃業”って実際どうなのか？                                                   |                          |
| 92  | 01月13日 | - 緑川静香 - 狩野英孝                                                                   | - スマホ1つで家の不用品を全部売ったら、いくらになるのか？ - ワケあり駐車場を徹底調査                                          |                          |
| 93  | 01月20日 | - 関太（タイムマシーン3号） - 大島美幸（森三中）                                        | - あらゆる「日本一」に挑戦したら、実際どうなるのか!? - 家賃100万円以上の物件に住む人って実際どうなのか？                      |                          |
| 94  | 01月27日 | - おばたのお兄さん - MIOYAE                                                             | - タダのモノを売ったら実際いくらになるのか？〜どんぐり〜 - 野菜から食べると太りにくいってホント？                             |                          |
| 95  | 02月03日 | - 森川葵 - チャンカワイ（Wエンジン）                                                    | - 女優・森川葵がマーブリングに挑戦！ - バナナだけを食べ続けると…太るのか？痩せるのか？                                        |                          |
| 96  | 02月10日 | アキラ100%                                                                              | 日本の職人はスゴい！高額仕事SP                                                                                                | [ 注 14 ]                |
| 97  | 02月17日 | - 緑川静香 - 狩野英孝                                                                   | - スマホ1つで家の不用品を全部売ったら、いくらになるのか？ - ワケあり物件って実際どうなの？                                    |                          |
| 98  | 02月24日 | - 森川葵 - 餅田コシヒカリ（駆け抜けて軽トラ）                                           | - 女優・森川葵がレインボースプリングに挑戦！ - 1週間ずっとバランスボールに乗り続けてどれだけの効果があるのか？                |                          |
| 99  | 03月03日 | - ゆいP（おかずクラブ） - MIOYAE                                                        | - 顔のむくみを取れば小顔になるのか!? - 1日3食を6食に分けて食べた方が太りにくいのか検証                                        | [ 注 15 ]                |
| 100 | 03月10日 | - 生瀬勝久 - 森川葵 - 狩野英孝 - 博多華丸・大吉 - 大島美幸（森三中） - アイデンティティ | - ワケあり駐車場を徹底調査！ - 催眠術って実際かかるのか？                                                                     | [ 注 16 ]                |
| 101 | 03月17日 | - 緑川静香 - 小島よしお                                                                 | - スマホ1つで家の不用品を全部売ったら、いくらになるのか？ - 1日中重りをつけたらパワーアップできるのか？                       | [ 注 17 ]                |
| 102 | 03月24日 | - さくらまや - 梶原凪                                                                   | - 空き巣対策って実際どうなのか？ - 音楽のちからは実際どうなのか？                                                             |                          |
| 103 | 03月31日 | チャンカワイ（Wエンジン）                                                               | 人類を救え！＃チャンありがとうSP                                                                                              | BS日テレ(#01) 2022.04.23 |
| 104 | 04月07日 | - オカリナ（おかずクラブ） - 餅田コシヒカリ（駆け抜けて軽トラ）                         | - 静電気対処法を検証！ - 1週間ずっと脚にボールを挟み続けたら、どれだけの効果があるのか？                                      |                          |
| 105 | 04月14日 | - チャンカワイ（Wエンジン） - アキラ100%                                                | - 8時間の間なら何をどれだけ食べても太らない!?チャンカワイが検証 - 高額仕事 “斫り工事の世界” って実際どうなのか？              |                          |
| 106 | 04月21日 | - 緑川静香 - ザ・たっち                                                                 | - スマホ1つで家の不用品を全部売ったら、いくらになるのか？ - 1口30回噛んで食べると痩せるって本当？                             |                          |
| 107 | 04月28日 | 森川葵                                                                                  | ワイルドスピード森川・過去の偉業を振り返る！                                                                                  | BS日テレ(#02) 2022.04.30 |
| 108 | 05月05日 | - おばたのお兄さん - 飯尾和樹（ずん）                                                   | - タダのモノを売ったら実際いくらになるのか？〜四つ葉のクローバー〜 - 廃墟には実際どのくらいの価値があるのか!?                 |                          |
| 109 | 05月12日 | - 大島美幸（森三中） - 狩野英孝                                                         | - 家賃100万円以上の物件に住む人って実際どうなのか？ - ワケあり物件って実際どうなの？                                          |                          |
| 110 | 05月19日 | - チャンカワイ（Wエンジン） - 大島美幸（森三中）                                        | - 広大な大地でずっと過ごしたら視力は回復するのか？ - 家賃100万円以上の物件に住む人って実際どうなのか？                        |                          |
| 111 | 05月26日 | - 狩野英孝 - 飯尾和樹（ずん） - 生瀬勝久                                                | - 狩野英孝・大島てると共に、超絶難度のワケあり駐車に挑戦！ - ずん・飯尾和樹がニッポンの廃墟問題を調査！ - 生瀬の野望100日計画 |                          |
| 112 | 06月02日 | - 森川葵 - おばたのお兄さん                                                             | - 女優・森川葵がシガーボックスに挑戦！ - タダのものを売ったらいくらになるのか？                                               |                          |
| 113 | 06月09日 | - 緑川静香 - ザ・たっち                                                                 | - スマホ1つで家の不用品を全部売ったら、いくらになるのか？ - 食べる組み合わせによって太りにくいって本当!?                      |                          |
| 114 | 06月16日 | - チャンカワイ（Wエンジン） - アキラ100%                                                | - からあげならどれだけ食べても太らないって噂ほんと!?チャンが検証 - 火を操り鉄筋をつなぐ“圧接工”にアキラ100%が潜入！           |                          |
| 115 | 06月23日 | - 生瀬勝久 - 仲間由紀恵 - 大島美幸（森三中）                                            | - 女優・仲間由紀恵が緊急参戦!!生瀬課長と高級魚を釣る!! - 家賃100万円以上の家賃に住む住人って実際どうなのか？                  |                          |
| 116 | 06月30日 | - 森川葵 - 狩野英孝                                                                     | - 森川葵の知られざる世界“ダイス・スタッキング第2弾” - 狩野英孝・大島てると共に、超絶難度の駐車に挑戦！                        |                          |
| 117 | 07月07日 | - 餅田コシヒカリ（駆け抜けて軽トラ） - 生瀬勝久                                         | - 1週間ずっとツボを押し続けたら痩せるのかを徹底検証！ - 生瀬課長100日接待企画「300ヤードへの道〜完結編〜」                    |                          |
| 118 | 07月14日 | - ザ・たっち - 緑川静香                                                                 | - 冷ました炭水化物は太りにくいって本当!? - スマホ1つで家の不用品を全部売ったら、いくらになるのか？                            |                          |
| 119 | 07月21日 | - チャンカワイ（Wエンジン） - おばたのお兄さん                                          | - チーズはどれだけ食べても太らないって実際どうなのか - 海のゴミにはお宝がある!?                                               |                          |
| 120 | 07月28日 | - 飯尾和樹（ずん） - 森川葵                                                             | - ずん・飯尾和樹がニッポンの廃墟問題を調査！ - 女優・森川葵がペン回しに挑戦！                                                 |                          |
| 121 | 08月04日 | - 狩野英孝 - 大島美幸（森三中）                                                         | - ワケあり物件って実際どうなの？ - 家賃100万円以上の家に住む人って実際どうなのか？                                            | [ 注 19 ]                |
| 122 | 08月11日 | - 飯尾和樹（ずん） - アキラ100%                                                         | - ずん・飯尾和樹がニッポンの廃墟問題を調査！ - 35キロの鉄筋を運び続ける“鉄筋工”にアキラ100%が潜入！                           | [ 注 20 ]                |
| 123 | 08月18日 | - 緑川静香 - おばたのお兄さん                                                           | - スマホ1つで家の不用品を全部売ったら、いくらになるのか？ - タダのモノを売ったら実際いくらになるのか？                        |                          |
| 124 | 08月25日 | - 狩野英孝 - 森川葵                                                                     | - ワケあり駐車場を徹底調査！ - 女優・森川葵がスプレーアートに挑戦！                                                           |                          |
| 125 | 09月01日 | - ザ・たっち - 大島美幸（森三中）                                                       | - 蚊に刺されやすい・刺されにくいを徹底検証 - 1杯10万円のラーメンって…実際、誰が食べてるのか                                   |                          |
| 126 | 09月08日 | - 餅田コシヒカリ（駆け抜けて軽トラ） - 春日俊彰（オードリー）                           | - 3日間家事を行ったら実際痩せるのか!? - 日本一酸っぱい食べ物は実際どれなのか？                                                |                          |
| 127 | 09月15日 | チャンカワイ（Wエンジン）                                                               | 大盛りご飯を食べても太らないって実際どうなのか？                                                                              |                          |
| 128 | 09月22日 | - ザ・たっち - アイデンティティ                                                         | - 朝食を食べない人は太りやすいって本当!? - 催眠術って実際かかるのか？                                                         |                          |
| 129 | 09月29日 | - 狩野英孝 - アキラ100%                                                                 | - ワケあり物件って実際どうなの？ - 大量の荷物を運び続ける“運送業”にアキラ100%が潜入！                                         |                          |
| 130 | 10月06日 | - 飯尾和樹（ずん） - 森川葵                                                             | - ずん・飯尾和樹がニッポンの廃墟問題を調査！ - 女優・森川葵がポイ回しに挑戦！                                                 |                          |
| 131 | 10月13日 | - チャンカワイ（Wエンジン） - おばたのお兄さん                                          | - 鍋は実際太るのか？太らないのか？ - 光る泥だんごを売ったら実際いくらになるのか!?                                             | BS日テレ(#04) 2022.05.28 |
| 132 | 10月20日 | - 緑川静香 - 春日俊彰（オードリー）                                                     | - スマホ1つで家の不用品を全部売ったら、いくらになるのか？ - 分かりにくい単位って実際どれくらいなのか？                        | BS日テレ(#05) 2022.06.04 |
| 133 | 10月27日 | - 森川葵 - ザ・たっち                                                                   | - 森川葵が卓球トリックショットの大ワザに挑戦 - 辛い料理は痩せるって本当？                                                     | BS日テレ(#06) 2022.06.25 |
| 134 | 11月03日 | - おばたのお兄さん - 飯尾和樹（ずん）                                                   | - タダのモノを売ったら実際いくらになるのか？〜よもぎ編〜 - ずん・飯尾和樹がニッポンの廃墟問題を調査！                         | BS日テレ(#07) 2022.07.02 |
| 135 | 11月10日 | - 狩野英孝 - 森川葵                                                                     | - ワケあり駐車場を徹底調査！ - 女優・森川葵がステンシルアートに挑戦！                                                         | BS日テレ(#08) 2022.07.16 |
| 136 | 11月17日 | - 生瀬勝久 - 藤木直人 - 大島美幸（森三中）                                              | - 生瀬勝久&藤木直人 マグロ釣りで一獲千金！ - ピカソの絵を持つお金持ちって、一体どんな人!?                                     | BS日テレ(#09) 2022.07.23 |
| 137 | 11月24日 | - 緑川静香 - 春日俊彰（オードリー）                                                     | - スマホ1つで家の不用品を全部売ったらいくらになるのか？ - 人間の限界って実際どれくらいなの？                                  | BS日テレ(#10) 2022.07.30 |
| 138 | 12月01日 | - 博多華丸・大吉 - ザ・たっち                                                           | - 博多華丸・大吉×最新技術 - 姿勢を正すと痩せる？                                                                              | BS日テレ(#11) 2022.08.06 |
| 139 | 12月08日 | - チャンカワイ（Wエンジン） - 大島美幸（森三中）                                        | - おでんは実際、太るのか？太らないのか？ - 「福耳＝金持ちになる」ならば、社長は全員福耳なのか!?                               | BS日テレ(#12) 2022.08.20 |
| 140 | 12月15日 | - おばたのお兄さん - 飯尾和樹（ずん）                                                   | - タダのモノを売ったら実際いくらになるのか？〜松ぼっくり〜 - ずん・飯尾和樹がニッポンの廃墟問題を調査！                       | BS日テレ(#13) 2022.08.27 |
| 141 | 12月22日 | 森川葵                                                                                  | ワイルドスピード森川SP | BS日テレ(#14) 2022.09.03 |

| 回  | 放送日   | VTR出演者                                                 | 放送内容 | 備考                     |
| --- | -------- | --------------------------------------------------------- | --- | ------------------------ |
| 142 | 01月05日 | チャンカワイ（Wエンジン）                                 | お餅は実際太るのか?太らないのか?                                                                                  | BS日テレ(#16) 2022.10.01 |
| 143 | 01月12日 | - 緑川静香 - 大島美幸（森三中）                           | - スマホ1つで家の不用品を全部売ったらいくらになるのか？ - 「福耳＝お金持ちになる」ならば、社長は全員福耳なのか!?  | BS日テレ(#03) 2022.05.07 |
| 144 | 01月19日 | - 関太（タイムマシーン3号） - チャンカワイ（Wエンジン）   | - 日本一のマグロを狙う！ - 究極の半熟卵の作り方！                                                                 |                          |
| 145 | 01月26日 | - 狩野英孝 - 春日俊彰（オードリー）                       | - ワケあり駐車場を徹底調査！ - 人間の限界って実際どれくらいなの？                                                 | BS日テレ(#15) 2022.09.24 |
| 146 | 02月02日 | - ザ・たっち - 野田クリスタル（マヂカルラブリー）         | - 炭酸水を飲むと痩せるって本当？ - 肉汁最強のハンバーグが集結！肉汁王決定戦！                                     | BS日テレ(#23) 2023.02.04 |
| 147 | 02月09日 | - チャンカワイ（Wエンジン） - 緑川静香                    | - すき焼きは実際太るのか？太らないのか？ - スマホ1つで家の不用品を全部売ったら、いくらになるのか？                | BS日テレ(#17) 2022.10.22 |
| 148 | 02月16日 | - 森川葵 - 餅田コシヒカリ（駆け抜けて軽トラ）             | - 森川葵が色んなモノを立てるバランス技に挑戦 - 一番体が温まる飲み物って一体何!?                                   | BS日テレ(#21) 2022.12.24 |
| 149 | 02月23日 | - ザ・たっち - 飯尾和樹                                   | - 食事に大根おろしをプラスすると痩せるのか？ - ずん・飯尾和樹がニッポンの廃墟問題を調査！                         | BS日テレ(#19) 2022.11.05 |
| 150 | 03月02日 | - やす子 - アキラ100%                                     | - やす子が若者に人気の激セマ物件を徹底調査！ - 年収1,000万円以上!?“除雪作業”にアキラ100%が潜入!!                  | BS日テレ(#27) 2023.04.01 |
| 151 | 03月09日 | - チャンカワイ（Wエンジン） - 大島美幸（森三中）          | - 食前に高カカオチョコレートを食べたら、実際太らないのか!? - 「福耳＝金持ちになる」ならば、社長は全員福耳なのか!? | BS日テレ(#20) 2022.12.03 |
| -   | 03月16日 | 放送休止                                                  | 放送休止 |                          |
| 152 | 03月23日 | - 緑川静香 - 梶原凪                                       | - スマホ1つで家の不用品を全部売ったら、いくらになるのか？ - アレって硬いの？柔らかいの？                          | BS日テレ(#24) 2023.02.25 |
| 153 | 03月30日 | 餅田コシヒカリ（駆け抜けて軽トラ）                        | - 3日間生姜をとり続けたら痩せるのか!? - 大スターと同姓同名の人って実際どんな人生を歩んできたのか？                |                          |
| 154 | 04月06日 | チャンカワイ（Wエンジン）                                 | 寿司は実際太るのか？太らないのか?                                                                                 | BS日テレ(#25) 2023.03.04 |
| 155 | 04月13日 | - 森川葵 - 春日俊彰（オードリー）                         | - 森川葵・ダイススタッキング・道場破りが登場！ - 人間の限界って実際どれくらいなの?                                | [ 注 24 ]                |
| 156 | 04月20日 | - 狩野英孝 - MIOYAE                                       | 緊急蔵出しスペシャル - ワケあり駐車場を徹底調査！ - モノの断面って実際どうなっているの？                          | BS日テレ(#18) 2022.10.29 |
| 157 | 04月27日 | - やす子 - 緑川静香                                       | - "激セマ”な物件をやす子が徹底調査！ - スマホ1つで家の不用品を全部売ったら、いくらになるのか？                    | BS日テレ(#26) 2023.03.25 |
| 158 | 05月4日  | - ザ・たっち - 大島美幸（森三中）                         | - 玄米と白米では体重は変わるのか!? - 「福耳＝金持ちになる」ならば、社長は全員福耳なのか!?                         |                          |
| 159 | 05月11日 | - 狩野英孝 - 飯尾和樹                                     | - ワケあり物件って実際どうなの？ - どのくらいチーズは伸びるのか？                                                 | BS日テレ(#32) 2023.06.03 |
| 160 | 05月18日 | チャンカワイ                                              | 「お鍋は太る？太らない？」検証第2弾                                                                               | BS日テレ(#22) 2022.01.28 |
| 161 | 05月25日 | - 狩野英孝 - やす子                                       | - ワケあり駐車場を徹底調査！ - 年収1000万円以上!?“林業”の世界に女性芸人・やす子が潜入！                           |                          |
| 162 | 06月01日 | - 緑川静香 - 森川葵                                       | - スマホ1つで家の不用品を全部売ったら、いくらになるのか？ - 森川葵・ラテアートに挑戦！                            | BS日テレ(#29) 2023.04.29 |
| 163 | 06月08日 | - 餅田コシヒカリ（駆け抜けて軽トラ） - 大島美幸（森三中） | - 3日間ずっとフラフープを回し続けたら、どれだけ痩せるのか？ - タワーマンションの最上階に住む人物を調査！          | BS日テレ(#33) 2023.06.24 |
| 164 | 06月15日 | - チャンカワイ（Wエンジン） - 森川葵                      | - 焼き鳥は実際太るのか？太らないのか？ - ワイルドスピード森川・あめ細工に挑戦！                                   | BS日テレ(#31) 2023.05.27 |
| 165 | 06月22日 | - おばたのお兄さん - 関太（タイムマシーン3号）            | - タダのモノを売ったら実際いくらになるのか？〜ドクダミ〜 - 初ガツオの一本釣りに挑む！                             | BS日テレ(#30) 2023.05.06 |
| 166 | 06月29日 | - ザ・たっち - アキラ100%                                 | - 炒飯と白米では体重は変わるのか!? - 年収1000万円以上!?“かご工”の世界にアキラ100%が潜入！                         | BS日テレ(#28) 2023.04.22 |
| 167 | 07月06日 | - 狩野英孝 - 緑川静香                                     | - ワケあり駐車場を徹底調査！ - スマホ1つで家の不用品を全部売ったら、いくらになるのか？                            | BS日テレ(#34) 2023.07.15 |
| 168 | 07月13日 | - チャンカワイ（Wエンジン） - 大島美幸（森三中）          | - 天ぷらは実際太るのか？太らないのか？ - 社長は全員福耳なのか!?あの有名企業の社長SP                               |                          |
| 169 | 07月20日 | - 森川葵 - 関太（タイムマシーン3号）                      | - ワイルドスピード森川・連続けん玉に挑戦！ - 関No.1・詰め放題だけで何食分作れるか検証！                           | BS日テレ(#35) 2023.07.22 |
| 170 | 07月27日 | - 博多華丸・大吉 - やす子                                 | - 博多華丸・大吉×最新技術 - “激セマ”な物件をやす子が徹底調査                                                      | BS日テレ(#38) 2023.09.02 |
| 171 | 08月03日 | - 生瀬勝久 - 木村拓哉                                     | 生瀬の野望に木村拓哉が参戦！釣った魚で一獲千金を狙う！                                                            | BS日テレ(#36) 2023.08.19 |
| 172 | 08月10日 | - ザ・たっち - アキラ100%                                 | - 料理にかつお節をプラスすると痩せる!? - “排水設備工事”の世界にアキラ100%が潜入！                                 | BS日テレ(#37) 2023.08.26 |
| 173 | 08月17日 | - チャンカワイ（Wエンジン） - 狩野英孝                    | - スープは実際太るのか？太らないのか？ - ワケあり駐車場を徹底調査！                                               |                          |
| 174 | 08月24日 | - 森川葵 - 緑川静香                                       | - ワイルドスピード森川・ブーメラン日本代表目指す!? - スマホ1つで家の不用品を全部売ったら、いくらになるのか？      |                          |
| 175 | 08月31日 | - 大島美幸（森三中） - 関太（タイムマシーン3号）          | - 家賃100万円以上の家に住む人って実際どうなのか？ - 真夏の大間でマグロを狙う！                                    |                          |
| 176 | 09月07日 | - チャンカワイ（Wエンジン） - 春日俊彰（オードリー）      | - ずっとバードウオッチングをしたら視力は回復するのか!? - オードリー春日VS人間の限界                               |                          |
| 177 | 09月14日 | - MIOYAE - おばたのお兄さん                               | - 寝る前に夜食と食べるとやせる!? - スマホで撮った写真で一獲千金!?ストックフォト第4弾                              |                          |
| 178 | 09月21日 | - 森川葵 - 狩野英孝                                       | - ワイルドスピード森川・ダーツに挑戦！ - ワケあり物件って実際どうなの？                                           |                          |
| 179 | 09月28日 | - 緑川静香 - 大島美幸（森三中）                           | - スマホ1つで家の不用品を全部売ったら、いくらになるのか？ - 家賃100万円以上の家に住む人って実際どうなのか？       |                          |
| 180 | 10月05日 | - チャンカワイ（Wエンジン） - JP                          | - 食欲の秋到来！秋の味覚は実際太るのか？太らないのか？ - 新企画！JPが＂激バズ物件＂を調査                         |                          |
| 181 | 10月12日 | - 森川葵 - ザ・たっち                                     | - ワイルドスピード森川『ビリヤード』のスゴ技に再挑戦！ - 油をオリーブオイルに変えるだけで痩せるのか？             |                          |
| 182 | 10月19日 | - 餅田コシヒカリ（駆け抜けて軽トラ） - アキラ100%         | - 呼吸法を変えるだけで痩せるのか!? - 年収1,000万円も夢じゃない!?高圧洗浄の世界                                    |                          |
| 183 | 10月26日 | - 狩野英孝 - 緑川静香                                     | - 狩野＆大島てるがワケあり駐車場を調査！ - 家の不用品、全部売ったらいくらになる？                                 |                          |
| 184 | 11月02日 | - チャンカワイ（Ｗエンジン） - 大島美幸（森三中）         | - ハンバーグは実際太るのか?太らないのか？ - タワーマンションの最上階に住む人物を調査！                            |                          |
| 185 | 11月09日 | - 森川葵 - やす子                                         | - ワイルドスピード森川『ムーンウォーク』に挑戦！ - なぜか人気！“激セマ”な物件を徹底調査！                         |                          |
| 186 | 11月16日 | MIOYAE（MIO・YAE）                                        | - お酢をとると…太りづらい!? - 超人気の町中華で注文されないメニューはあるのか!?                                    |                          |
| 187 | 11月23日 | - 大島美幸（森三中） - 狩野英孝                           | - 家賃100万円以上の家に住む人って実際どうなのか？ - 狩野＆大島てるがワケあり駐車場を調査                          |                          |
| 188 | 11月30日 | - 緑川静香 - アキラ100%                                   | - 家の不用品、全部売ったらいくらになる？ - “ホテル業界”の世界にアキラ100%が潜入！                                 |                          |
| 189 | 12月07日 | - チャンカワイ（Wエンジン） - JP                          | - クリームシチューは実際太るのか?太らないのか？ - JPが“激バズ物件”を調査                                          |                          |
| 190 | 12月14日 | - ザ・たっち - 未定                                       | - 食前に梅干しをプラスするだけで太らない？ - “頑固な汚れは実際どこまで落ちるのか!?                                |                          |
| 191 | 12月21日 | 森川葵                                                    | 2022年ワイルドスピード森川がついに日本記録SP                                                                      |                          |

| 回  | 放送日   | VTR出演者                                                          | 放送内容 | 備考                                                                     |
| --- | -------- | ------------------------------------------------------------------ | --- | ------------------------------------------------------------------------ |
| 192 | 01月04日 | チャンカワイ（Wエンジン）                                          | 1日8時間以内なら何をどれだけ食べても太らない!?チャンが検証                                                                                   |                                                                          |
| 193 | 01月11日 | - 緑川静香 - 大島美幸（森三中）                                    | - スマホ1つで家の不用品を全部売ったら、いくらになるのか？ - 家賃100万円以上の家に住む人って実際どうなのか？                                  |                                                                          |
| 194 | 01月18日 | - 餅田コシヒカリ（駆け抜けて軽トラ） - 関太（タイムマシーン３号）  | - 湯たんぽで体を温めるだけで痩せるのか!? - 極寒の地「青森県大間」で今年も一番マグロに挑む！                                                  |                                                                          |
| 195 | 01月25日 | - MIO・YAE - アキラ100%                                            | - 甘酒を飲むと太りづらいウワサを徹底検証！ - 自転車回収業にアキラ100%が潜入！                                                                |                                                                          |
| 196 | 02月01日 | - チャンカワイ（Wエンジン） - 狩野英孝                             | - オムライスは実際太るのか？太らないのか？ - 狩野＆大島てるがワケあり駐車場を調査                                                            |                                                                          |
| 197 | 02月08日 | - やす子 - 森川葵                                                  | - "激セマ"な物件って実際どうなのか？ - ワイルドスピード森川『傘回し』に挑戦！                                                                |                                                                          |
| 198 | 02月15日 | - 緑川静香 - 大島美幸（森三中）                                    | - 家の不用品、全部売ったらいくらになる？ - 家賃100万円以上の家に住む人って実際どうなのか？                                                   |                                                                          |
| 199 | 02月22日 | チャンカワイ（Wエンジン）＆博多大吉                                | 放送200回記念！博多大吉参戦！春雨は太るのか？太らないのか？                                                                                  | 200回スペシャル                                                          |
| 200 | 03月01日 | - ザ・たっち - アキラ100%                                          | - お風呂は湯船に浸かる方が本当に痩せるのか？ - 100年以上の伝統！天然氷製造業の世界に潜入                                                     |                                                                          |
| 201 | 03月08日 | - おばたのお兄さん - 春日俊彰（オードリー）                        | - タダのモノを売ったら実際いくらになるのか？〜翡翠〜 - 春日が挑む！チュルンと剥ける・超気持ちいい湯むき動画                                  |                                                                          |
| 202 | 03月15日 | - 大島美幸（森三中） - 未定                                        | - 家賃100万円以上の家に住む人って実際どうなのか？ - 団子屋にガチャガチャを設置して黒字にできるのか？                                         |                                                                          |
| 203 | 03月22日 | - 狩野英孝 - 飯尾和樹（ずん）                                      | - 狩野＆大島てるがワケあり駐車場を調査 - ずん・飯尾和樹がニッポンの廃墟問題を調査！                                                          |                                                                          |
| 204 | 03月29日 | - MIO・YAE - やす子                                                | - オートミールと白米でどれだけ差が出るのか？ - “激セマ”な物件って実際どうなのか？                                                            |                                                                          |
| 205 | 04月05日 | - チャンカワイ（Wエンジン） - JP                                   | - 味噌ヨーグルトをかけた料理はどれだけ食べても太らない？ - JPが“激バズ物件”を調査                                                            |                                                                          |
| 206 | 04月12日 | 餅田コシヒカリ（駆け抜けて軽トラ）                                 | 海上自衛隊に入隊したらどのくらい痩せるのか？                                                                                                 |                                                                          |
| 207 | 04月19日 | - 緑川静香 - 大島美幸（森三中）                                    | - 家の不用品、全部売ったらいくらになる？ - タワマン最上階に住む人ってどんな人？                                                              |                                                                          |
| -   | 04月25日 | - チャンカワイ - 森川葵 - 生瀬勝久 - ゲスト：仲間由紀恵と亀梨和也  | - 1日8時間以内ならどれだけ食べても太らない!? - ワイルドスピード森川・テレビ史上最高難度に挑む - 伝説のごくせんファミリー復活で一獲千金なるか | ゴールデンスペシャル（19：00）                                           |
| 208 | 04月26日 | - ザ・たっち - アキラ100%                                          | - 料理にニンニクをプラスすると痩せる!? - 年収1,000万円以上稼げる？廃タイヤ回収業に潜入                                                       |                                                                          |
| 209 | 05月03日 | - 森川葵 - チャンカワイ（Wエンジン） - 狩野英孝 - おばたのお兄さん | ごくせん秘話も！ゴールデンお宝・完全版 | [ 注 27 ]                                                                |
| 210 | 05月10日 | - 狩野英孝 - JP                                                    | - 狩野＆大島てるがワケあり駐車場を調査 - JPが“激バズ物件”を調査                                                                              |                                                                          |
| 211 | 05月17日 | - 森川葵 - 緑川静香                                                | - 家の不用品、全部売ったらいくらになる？ - ワイルドスピード森川がバランスアートで絶技                                                        |                                                                          |
| 212 | 05月24日 | - チャンカワイ（Wエンジン） - 大島美幸（森三中）                   | - ホルモンは実際太るのか？太らないのか？徹底検証 - タワーマンションの最上階に住む人物を調査                                                  |                                                                          |
| 213 | 05月31日 | - MIO・YAE - アキラ100%                                            | - 納豆をプラスで食べると太りにくくなる!? - 日給13,000円!?擁壁工の世界に潜入                                                                  |                                                                          |
| 214 | 06月07日 | - おばたのお兄さん - 大島美幸（森三中）                            | - タダのモノを売ったら実際いくらになるのか?〜ノビル〜 - 家賃100万円以上の家に住む人って実際どうなのか？                                      |                                                                          |
| 215 | 06月14日 | - 狩野英孝 - 緑川静香                                              | - 狩野＆大島てるがワケあり駐車場を調査 - スマホ1つで家の不用品を全部売ったら実際いくらになるのか？                                           |                                                                          |
| 216 | 06月21日 | チャンカワイ（Wエンジン）                                          | - 食前にめかぶを食べれば大好物を食べまくっても太らない!? - 外国人の皆さんはどこで髪を切っているのか？                                        |                                                                          |
| 217 | 06月28日 | - ザ・たっち - アキラ100%                                          | - 食後にガムを噛むと痩せるって実際どうなのか!? - 屋根工事業の世界に潜入！                                                                    |                                                                          |
| 218 | 07月05日 | - 餅田コシヒカリ（駆け抜けて軽トラ） - 春日俊彰（オードリー）      | - 四股を踏むだけで痩せるって本当？ - オードリー春日VS人間の限界                                                                              |                                                                          |
| 219 | 07月12日 | - やす子・アキラ100% - 森川葵                                      | - なぜ人気?『激セマ』な物件を徹底調査 - ワイルドスピード森川・世界でバズる『ろくろアート』に挑戦                                             |                                                                          |
| 220 | 07月19日 | - チャンカワイ（Wエンジン） - アキラ100%                           | - 寒天は実際やせるのか？チャンが検証 - JPが"激バズ物件"を調査                                                                                |                                                                          |
| 221 | 07月26日 | - MIO・YAE - 狩野英孝／大島てる                                    | - ライスペーパーとご飯、どれだけ体重差がつくの？ - 狩野英孝＆大島てる ワケあり物件の見抜き方                                                 |                                                                          |
| 222 | 08月02日 | 緑川静香                                                           | スマホ1つで家の不用品を売ったら、いくらになるのか？                                                                                          |                                                                          |
| 223 | 08月09日 | アキラ100%                                                         | - 赤字の店でかき氷を売ったら黒字にできるのか？ - 日本の伝統技術・製塩業の世界に潜入                                                          |                                                                          |
| 224 | 08月16日 | - 森川葵 - 大島美幸（森三中）                                      | - 縦型連続けん玉に挑戦！ - タワーマンションの最上階に住む人物を調査！                                                                        |                                                                          |
| 225 | 08月23日 | チャンカワイ（Wエンジン）                                          | - ギョウザは実際太るのか？太らないのか？ - 1試合の前後で体重の変化はどうなる!?                                                               |                                                                          |
| 226 | 08月30日 | - ザ・たっち - JP                                                  | - MCTオイルをかけるだけで痩せる？ - JPが“激バズ物件”を調査                                                                                   |                                                                          |
| 227 | 09月06日 | - 狩野英孝 - 春日俊彰（オードリー）                                | - 狩野＆大島てるが激せまワケあり駐車場を調査 - オードリー春日VS人類の限界                                                                    |                                                                          |
| 228 | 09月13日 | - アンジェラ佐藤 - ますぶちさちよ - 大島美幸（森三中）             | - 大食いタレントの体重はどう変化するのか？ - 家賃100万円以上の家に住む人って実際どうなのか？                                                 |                                                                          |
| 229 | 09月20日 | 緑川静香                                                           | - スマホ1つで家の不用品を売ったら、いくらになるのか？ - 100歳まで生きる「長寿の秘訣」を本人に聞いてみる                                      |                                                                          |
| 230 | 09月27日 | 狩野英孝                                                           | - ワケあり物件って実際どうなの？ - 1試合の前後で体重の変化はどうなる!?                                                                       |                                                                          |
| 231 | 10月04日 | - チャンカワイ（Wエンジン） - 関太（タイムマシーン3号）            | - トマト料理は実際太るのか？太らないのか？ - 新品未開封のお宝発掘！                                                                          |                                                                          |
| 232 | 10月11日 | - MIO・YAE - アキラ100%                                            | - サバよりサバ缶の方が痩せる!? - 歩荷の仕事にアキラ100%が潜入！                                                                              |                                                                          |
| 233 | 10月18日 | - おばたのお兄さん - 大島美幸（森三中）                            | - イガ栗で一獲千金!? - タワーマンションの最上階に住む人ってどんな人？                                                                        |                                                                          |
| 234 | 10月25日 | - かなで（3時のヒロイン） - 緑川静香                               | - 3日間、ワンサイズ小さいズボンを履き続けたらウエストに変化は!? - スマホ1つで家の不用品を売ったら、いくらになるのか？                        |                                                                          |
| 235 | 11月01日 | チャンカワイ（Wエンジン）                                          | - 豆腐料理は実際太るのか？太らないのか？ - 100歳まで生きる「長寿の秘訣」を本人に聞いてみる                                                   | SMBC日本シリーズ2023 第4戦 阪神×オリックスの中継延長により1:19より放送。 |
| 236 | 11月08日 | - 大塚桃子 - ファミリー小林                                        | - 大食いタレントの体重ってどうなってるの？ - 幻のプレミア硬貨を探せ！                                                                        |                                                                          |
| 237 | 11月15日 | - ザ・たっち - 狩野英孝／大島てる                                  | - 夜遅く食べると太る？どれだけ差がつくのか？ - 激せまワケあり駐車場を徹底調査！                                                              |                                                                          |
| 238 | 11月22日 | - 森川葵 - 大島美幸                                                | - 森川葵・スポーツスタッキング日本代表への挑戦！ - 家賃100万円以上の家に住む人って実際どうなのか？                                           |                                                                          |
| -   | 11月28日 | - チャンカワイ（Wエンジン） - 森川葵                               | - アフリカで視力は回復する!? - ワイスピ森川スポーツスタッキング世界舞台に行く                                                                | ゴールデンスペシャル（19：00）                                           |
| 239 | 11月29日 |                                                                    | - 赤字の店で焼き芋を売ると黒字にできる!? - 100歳の長寿の秘訣                                                                                 |                                                                          |
| 240 | 12月06日 | チャンカワイ（Wエンジン）                                          | アフリカで視力は回復する!?完全版 |                                                                          |
| 241 | 12月13日 | ザ・たっち                                                         | お米を食べると太る!? |                                                                          |

| 回  | 放送日   | VTR出演者                                                 | 放送内容                                                                                        | 備考 |
| --- | -------- | --------------------------------------------------------- | ----------------------------------------------------------------------------------------------- | ---- |
| 242 | 01月10日 | 餅田コシヒカリ（駆け抜けて軽トラ）                        | - トランポリンを飛んだら痩せる!? - 100歳の長寿の秘訣                                            |      |
| 243 | 01月17日 | - チャンカワイ（Wエンジン） - アキラ100%                  | - お鍋料理は食べると太る？太らない？ - 約1600年の伝統日本酒製造業に潜入                         |      |
| 244 | 01月24日 | - 緑川静香 - 大島美幸（森三中）                           | - 家の不良品全部売る - 家賃100万円以上の家に住んでいる人を調べる                                |      |
| 245 | 01月31日 | - 狩野英孝                                                | - ワケあり物件って実際どうなの? - プレミア梅干しで一獲千金?                                     |      |
| 246 | 02月07日 | - 春日俊彰（オードリー）                                  | - 本土最北端と最南端にある賃貸物件を調査 - オードリー春日VS人類の限界                           |      |
| 247 | 02月14日 | - やす子 - 狩野英孝                                       | - なぜ人気?『激セマ』な物件を徹底調査! - 狩野&大島てるがワケありな駐車場に挑戦                  |      |
| 248 | 02月21日 | - ザ・たっち - JP                                         | - ごまをかけるだけで痩せるウワサは本当なのか? - JPが"激バズ物件"を調査                          |      |
| 249 | 02月28日 | - 餅田コシヒカリ（駆け抜けて軽トラ） - 大島美幸（森三中） | - 3日間"エクササイズポール"を使い続けたら痩せるか? - タワーマンションの最上階に住む人物を調査   |      |
| 250 | 03月06日 | - 緑川静香 - 関太（タイムマシーン3号）                    | - スマホ1つで家の不用品を売ったら、いくらになるのか? - 詰め放題でどれだけ詰めたらお得なのか!?   |      |
| 251 | 03月13日 | - ガンバレルーヤ                                          | - 赤字の団子屋でたこ焼きを売れば黒字にできる? - 100歳まで生きる「長寿の秘訣」を本人に聞いてみる |      |
| 252 | 03月20日 | - チャンカワイ（Wエンジン）                               | - 1日8時間以内なら思い出の料理をどれだけ食べても太らないのか!?#チャンありがとう完結編           |      |
| 253 | 03月27日 | - 森川葵                                                  | - ワイルドスピード森川・ファイナルミッション                                                    |      |

## ネット局

### それって!?実際どうなの課
| 放送対象地域     | 放送局                    | 系列                                               | 放送日時                    | ネット状況                                                                    |
| ---------------- | ------------------------- | -------------------------------------------------- | --------------------------- | ----------------------------------------------------------------------------- |
| 中京広域圏       | 中京テレビ（CTV）         | 日本テレビ系列                                     | 水曜 23:59 - 翌0:54         | 制作局                                                                        |
| 北海道           | 札幌テレビ（STV）         | 日本テレビ系列                                     | 水曜 23:59 - 翌0:54         | 同時ネット                                                                    |
| 青森県           | 青森放送（RAB）           | 日本テレビ系列                                     | 水曜 23:59 - 翌0:54         | 同時ネット                                                                    |
| 岩手県           | テレビ岩手（TVI）         | 日本テレビ系列                                     | 水曜 23:59 - 翌0:54         | 同時ネット                                                                    |
| 宮城県           | ミヤギテレビ（MMT）       | 日本テレビ系列                                     | 水曜 23:59 - 翌0:54         | 同時ネット                                                                    |
| 秋田県           | 秋田放送（ABS）           | 日本テレビ系列                                     | 水曜 23:59 - 翌0:54         | 同時ネット                                                                    |
| 山形県           | 山形放送（YBC）           | 日本テレビ系列                                     | 水曜 23:59 - 翌0:54         | 同時ネット                                                                    |
| 福島県           | 福島中央テレビ（FCT）     | 日本テレビ系列                                     | 水曜 23:59 - 翌0:54         | 同時ネット                                                                    |
| 関東広域圏       | 日本テレビ（NTV）         | 日本テレビ系列                                     | 水曜 23:59 - 翌0:54         | 同時ネット                                                                    |
| 山梨県           | 山梨放送（YBS）           | 日本テレビ系列                                     | 水曜 23:59 - 翌0:54         | 同時ネット                                                                    |
| 新潟県           | テレビ新潟（TeNY）        | 日本テレビ系列                                     | 水曜 23:59 - 翌0:54         | 同時ネット                                                                    |
| 長野県           | テレビ信州（TSB）         | 日本テレビ系列                                     | 水曜 23:59 - 翌0:54         | 同時ネット                                                                    |
| 静岡県           | 静岡第一テレビ（SDT）     | 日本テレビ系列                                     | 水曜 23:59 - 翌0:54         | 同時ネット                                                                    |
| 富山県           | 北日本放送（KNB）         | 日本テレビ系列                                     | 水曜 23:59 - 翌0:54         | 同時ネット                                                                    |
| 石川県           | テレビ金沢（KTK）         | 日本テレビ系列                                     | 水曜 23:59 - 翌0:54         | 同時ネット                                                                    |
| 福井県           | 福井放送（FBC）           | 日本テレビ系列                                     | 水曜 23:59 - 翌0:54         | 同時ネット                                                                    |
| 近畿広域圏       | 読売テレビ（ytv）         | 日本テレビ系列                                     | 水曜 23:59 - 翌0:54         | 同時ネット                                                                    |
| 鳥取県・島根県   | 日本海テレビ（NKT）       | 日本テレビ系列                                     | 水曜 23:59 - 翌0:54         | 同時ネット                                                                    |
| 広島県           | 広島テレビ（HTV）         | 日本テレビ系列                                     | 水曜 23:59 - 翌0:54         | 同時ネット                                                                    |
| 山口県           | 山口放送（KRY）           | 日本テレビ系列                                     | 水曜 23:59 - 翌0:54         | 同時ネット                                                                    |
| 徳島県           | 四国放送（JRT）           | 日本テレビ系列                                     | 水曜 23:59 - 翌0:54         | 同時ネット                                                                    |
| 香川県・岡山県   | 西日本放送（RNC）         | 日本テレビ系列                                     | 水曜 23:59 - 翌0:54         | 同時ネット                                                                    |
| 愛媛県           | 南海放送（RNB）           | 日本テレビ系列                                     | 水曜 23:59 - 翌0:54         | 同時ネット                                                                    |
| 高知県           | 高知放送（RKC）           | 日本テレビ系列                                     | 水曜 23:59 - 翌0:54         | 同時ネット                                                                    |
| 福岡県           | 福岡放送（FBS）           | 日本テレビ系列                                     | 水曜 23:59 - 翌0:54         | 同時ネット                                                                    |
| 長崎県           | 長崎国際テレビ（NIB）     | 日本テレビ系列                                     | 水曜 23:59 - 翌0:54         | 同時ネット                                                                    |
| 熊本県           | くまもと県民テレビ（KKT） | 日本テレビ系列                                     | 水曜 23:59 - 翌0:54         | 同時ネット                                                                    |
| 大分県           | テレビ大分（TOS）         | - 日本テレビ系列 - フジテレビ系列                  | 水曜 23:59 - 翌0:54         | 同時ネット                                                                    |
| 宮崎県           | テレビ宮崎（UMK）         | - フジテレビ系列 - 日本テレビ系列 - テレビ朝日系列 | 水曜 23:59 - 翌0:54         | 同時ネット                                                                    |
| 鹿児島県         | 鹿児島読売テレビ（KYT）   | 日本テレビ系列                                     | 水曜 23:59 - 翌0:54         | 同時ネット                                                                    |
| 沖縄県           | 沖縄テレビ（OTV）         | フジテレビ系列                                     | 不定期放送                  | 系列外遅れネット                                                              |
| 日本全国         | BS日テレ                  | BSデジタル放送                                     | 第1・4・5土曜 22:00 - 22:54 | 2022年4月23日 - 2023年9月6日放送 放送順序は不定（放送リスト各回の備考欄参照） |
| - 放送局の出典： |                           |                                                    |                             |                                                                               |

- テレビ宮崎は原則同時ネットではあったものの、水曜日のゴールデン・プライムタイムがフジテレビ系同時ネット枠となっている関係上、フジテレビの編成の都合により前枠の『news zero』（日本テレビ制作）共々時差ネットとなる場合があった。

## エンディングテーマ
月1のペースで曲が変更される。
| 2019年 | 2019年                                | 2019年                                  |
| 月     | 曲名                                  | 歌手名・ユニット名                      |
| ------ | ------------------------------------- | --------------------------------------- |
| 4月    | 略奪                                  | みやかわくん                            |
| 5月    | O・TE・A・GE・DA!                     | BRADIO                                  |
| 6月    | 瞬間≒FOREVER                          | First place                             |
| 7月    | バルタン星人                          | ワンダーウィード                        |
| 8月    | 太陽系デスコ-崎山つばさver.-          | 崎山つばさ                              |
| 9月    | The First Summer                      | アキシブproject                         |
| 10月   | No.005                                | Unknöwn Kun                             |
| 11月   | A MONOLOGUE BY MEPHISTO               | Angelo                                  |
| 12月   | anytime                               | LinQ                                    |
| 2020年 |                                       |                                         |
| 月     | 曲名                                  | 歌手名・ユニット名                      |
| 1月    | STOP                                  | バンドハラスメント                      |
| 2月    | BASKET BOX                            | BiS                                     |
| 3月    | Go Away                               | GMOST                                   |
| 4月    | 幸せのシャナナ                        | BRADIO                                  |
| 5月    | ピーマン                              | オメでたい頭でなにより                  |
| 6月    | マチボウケ                            | SHIBATA YUSUKE                          |
| 7月    | Stay Forever                          | Unknöwn Kun                             |
| 8月    | ToT                                   | Unknöwn Kun                             |
| 9月    | Mister Jewel Box                      | トップハムハット狂                      |
| 10月   | GAL-TRIP                              | 安斉かれん                              |
| 11月   | Trust me                              | HaSH                                    |
| 12月   | アイカタ                              | ベリーグッドマン                        |
| 2021年 |                                       |                                         |
| 月     | 曲名                                  | 歌手名・ユニット名                      |
| 1月    | GAME OF DICE                          | FAKE TYPE.                              |
| 2月    | 絆〜仲間へ〜                          | 東京力車                                |
| 3月    | FAKE LAND                             | FAKE TYPE.                              |
| 4月    | Catch The Dream                       | アイオケ                                |
| 5月    | Be Bold!                              | BRADIO                                  |
| 6月    | A Song of Punk                        | ASP                                     |
| 7月    | rai-rai                               | honoka                                  |
| 8月    | 人間やめますか？                      | 挫・人間                                |
| 9月    | トルマリン                            | 26時のマスカレイド                      |
| 10月   | 年をかさねて                          | all at once                             |
| 11月   | ピンチャン行進曲                      | 花見桜こうき                            |
| 12月   | 真夜中のドア〜STAY WITH ME〜          | 島谷ひとみ                              |
| 2022年 |                                       |                                         |
| 月     | 曲名                                  | 歌手名・ユニット名                      |
| 1月    | メアりみ                              | Unknöwn Kun                             |
| 2月    | NEVER GONE feat.岡村靖幸              | ミッキー吉野                            |
| 3月    | Good luck,Clown                       | トップハムハット狂                      |
| 4月    | JIKJIN                                | TREASURE                                |
| 5月    | Bye-Good-Bye                          | BE：FIRST                               |
| 6月    | Tremolo                               | Chilli Beans.                           |
| 7月    | Escape                                | FANTASTICS from EXILE TRIBE             |
| 8月    | チキチキバンバン                      | QUEENDOM                                |
| 9月    | サヨナラサラバ                        | BiSH                                    |
| 10月   | スターマイン                          | Da-iCE                                  |
| 11月   | STAR                                  | 超ときめき♡宣伝部                       |
| 12月   | HELLO                                 | TREASURE                                |
| 2023年 |                                       |                                         |
| 月     | 曲名                                  | 歌手名・ユニット名                      |
| 1月    | Rollah Coaster                        | LIL LEAGUE                              |
| 2月    | STARS                                 | 三代目 J SOUL BROTHERS from EXILE TRIBE |
| 3月    | Boom Boom Back                        | BE：FIRST                               |
| 4月    | Here I Stand                          | TREASURE                                |
| 5月    | PANORAMA JET                          | FANTASTICS from EXILE TRIBE             |
| 6月    | Bye-Bye Show                          | BiSH                                    |
| 7月    | Lime＆Lemon                           | 東方神起                                |
| 8月    | 青空について考える                    | 僕が見たかった青空                      |
| 9月    | Sweet Rain                            | WOLF HOWL HARMONY from EXILE TRIBE      |
| 10月   | BONA BONA -JP Ver.-                   | TREASURE                                |
| 11月   | Strawberry Night (Prod. by ESME MORI) | I Don't Like Mondays.                   |
| 12月   | STARBOYS                              | FANTASTICS from EXILE TRIBE             |
| 2024年 |                                       |                                         |
| 月     | 曲名                                  | 歌手名・ユニット名                      |
| 1月    | 卒業まで                              | 僕が見たかった青空                      |
| 2月    | 海外駐在員への唄                      | ケツメイシ                              |
| 3月    | In My Head                            | BALLISTIK BOYZ from EXILE TRIBE         |

## スタッフ

### それって!?実際どうなの課
- 総合演出：立澤哲也（極東電視台）[313]
- ナレーション：真地勇志/奥畑幸典、市川展丈（真地の休養による代役。のちに正式にレギュラーに。2021年2月10日 - ）
- 構成：松本建一[313]、谷口マサヒト、須毛原淳
- カメラ：小野寺康敏、福浦俊輔、大脇悠誠、東沙也加、佐藤拓弥（極東電視台）
- 音声：長島大輔
- VE：松橋利行（極東電視台）
- 編集：阪野秀行、筒井公太、行木忍、小嶺浩一
- MA：田邉雅之、松岡洋一、鈴木公祥
- 音効：松田創
- 編成：川畑宏海・山﨑友大（中京テレビ、川畑→一時離脱→復帰）
- 広報：小田梨紗子（中京テレビ）
- デスク：松丸智美（中京テレビ）
- 技術協力：極東電視台、オムニバスジャパン
- 美術プロデューサー：半田裕記
- 美術デザイナー：岡田朋子
- リサーチ：井上集、近江谷志織
- TK：梅澤和世
- AD：佐々木希（中京テレビ）、加藤光一郎（極東電視台）、濱名祐太（LOGIC ENTERTAINMENT）、杉山颯、澁谷琴音、飯田萌愛、福谷侑子、忍田千尋、渡邉将成、田中萌、田島ゆき奈、吉田正登、山本夏実、齊藤みほ、河原芳樹、三井悠輔
- AP：伊藤愛実（LOGIC ENTERTAINMENT、以前はAD）、桑原美幸（極東電視台）、高橋宏美
- ディレクター：古川雄一・守屋泰斗・宮上賢蔵・佐藤興達・芦田雄祐・綾田龍翼（中京テレビ、宮上→以前はAD）、比山拓海（LOGIC ENTERTAINMENT、以前はAD→一時離脱）、円城寺健一・芝隆一・藤巻聖・河原一貴・土屋友貴・坂本郁容（極東電視台、坂本→以前はAD）、杉山翼、藤本大輝
- プロデューサー：飯田知佳（極東電視台）
- 企画・プロデュース：簑羽慶（中京テレビ）[313]
- 制作協力：極東電視台
- 製作著作：中京テレビ

#### 過去のスタッフ
- ナレーション：落合福嗣
- カメラ：磯野伸吾
- 編成：土屋健・橋本香・小林元樹・竹内千尋・渡邊祐史・横井一輝（中京テレビ、竹内→以前は広報）（中京テレビ）
- 広報：勝山実香・中島彩花・鈴木菜摘・澤谷直子（中京テレビ）
- 照明：翁美希子、帯金貴子、藤沼宏彰、日下圓
- リサーチ：堀内大希、久保田鈴佳
- AD：宇佐美昭、大塚直、大竹菜海、久保田葵・吉川真央・上野拓真・山田健太郎・任治訴・土屋友貴・曽部智弘・石橋迪与・鈴木あかね・藤平田茉里・倉光佑弥・岩本在斗（極東電視台）、水江真太郎（LOGIC ENTERTAINMENT）、臼方誠道（コスモ・スペース）、石田優結、杉本真美子、金子のの子、高野由、岩渕航司、
- AP：嶋田莉乃、二瓶朱美、福田由香理（極東電視台）、長島更紗、福嶋祐子
- ディレクター：松本好恵・大矢啓太（極東電視台）、赤堀哲也（ロックンロール商店）、都野守貴裕、浅田大道（中京テレビ）
- プロデューサー：西崎修一（極東電視台）

### 実際どうなの!?マネー
- 演出：立澤哲也
- ナレーション：真地勇志
- 構成：松本健一、飯塚大悟
- CAM：磯野伸吾
- VE：松橋利行
- 編集：阪野秀行
- MA：山田謙一
- 音効：松田創
- 編成：土屋健（中京テレビ）
- 広報：勝山実香（中京テレビ）
- デスク：松丸智美（中京テレビ）
- AD：曽部智弘、篠崎正太、遠渡美帆、佐藤興達
- 技術協力：極東電視台、スタジオヴェルト
- AP：二瓶朱美、増岡千恵子
- ディレクター：大矢啓太、円城寺健一（以上極東電視台）、浅田大道（中京テレビ）、加藤翔輝（3RINGS）
- プロデューサー：簑羽慶（中京テレビ）、西崎修一（極東電視台）
- 制作協力：極東電視台
- 制作著作：中京テレビ